# Agence Congolaise de Presse

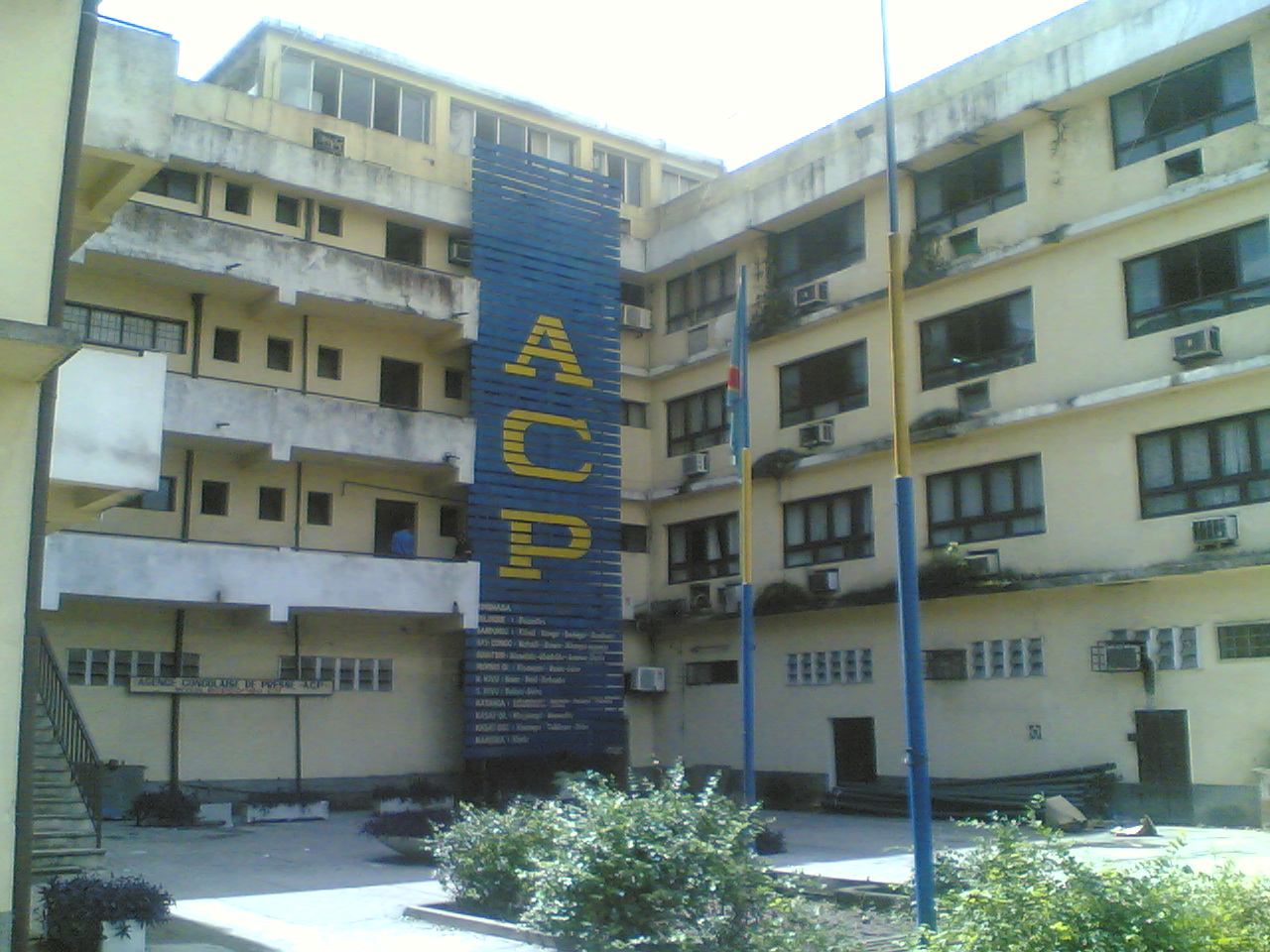
Hauptsitz der ACP in Kinshasa

Die Agence Congolaise de Presse (ACP) ist die staatliche Nachrichtenagentur der Regierung der Demokratischen Republik Kongo, welche sowohl Textmeldungen als auch Fotos liefert. Sie wurde am 12. August 1960 vom ersten Premierminister des Landes, Patrice Lumumba, gegründet und sollte im Großen und Ganzen die Funktionen von BELGA übernehmen, der von der ehemaligen Kolonialmacht Belgien gelenkten Nachrichtenagentur. In der Zeit der Herrschaft von Diktator Mobutu Sese Seko, in der das Land zeitweilig Zaire hieß, wurde die ACP in AZAP (Agence Zaïre Presse) umbenannt.